# FC Honka
FC Honka je finský fotbalový klub z Espoo. Byl založen v roce 1957 jako Tapion Honka a svůj název změnil na současný v roce 1975. Hraje Kakkonen, 4. finskou ligu, kam sestoupil po bankrotu v roce 2023. Dříve hrál Veikkausliigu, 1. finskou ligu. Domácí zápasy hraje na hřišti Tapiolan Urheilupuisto s kapacitou 6000 diváků. Klub se několikrát kvalifikoval do předkol Evropské a Evropské konferenční ligy. Klub má také svůj ženský tým.

## Úspěchy
- Veikkausliiga
  -  (3krát): 2008, 2009, 2013
- Ykkönen
  -  (1krát): 2005
- Finský fotbalový pohár
  -  (1krát): 2012
  -  (4krát): 1969, 2007, 2008, 2023
- Finský ligový pohár
  -  (3krát): 2010, 2011, 2022